# Riserva naturale Čërnye zemli
La riserva naturale Čërnye zemli (in russo заповедник Чёрные земли, zapovednik Čërnye zemli) è un'area protetta della Calmucchia, una regione della Russia sud-occidentale. È caratterizzata da una vegetazione di tipo steppico e semidesertico e copre un'area di 1220 chilometri quadrati. Čërnye zemli è una delle ultime roccaforti della saiga (Saiga tatarica), in via di estinzione, ma la riserva ospita anche il lupo, la puzzola marmorizzata e la volpe corsac.

## Descrizione
L'area protetta venne istituita nel 1993 ed è composta da due parti disgiunte, una zona più ampia di circa 910 chilometri quadrati e una zona più piccola di circa 309 chilometri quadrati. La zona più ampia si trova nella Calmucchia centrale e protegge le regioni semi-aride del bassopiano caspico, mentre la zona più piccola si trova nell'estremità nord-occidentale della Repubblica, nella depressione del Kuma-Manyč, ed è notevolmente più umida. Čërnye zemli riveste una grande importanza, in quanto protegge alcuni siti dove si recano ogni anno le femmine della popolazione europea di saiga per partorire. I lupi sono comuni e talvolta si dice che costituiscano una minaccia per le popolazioni di saiga. L'area intorno alla riserva è anche una delle ultime aree in cui è possibile trovare la puzzola marmorizzata (Vormela peregusna). Altre specie di mammiferi presenti sono la volpe corsac (Vulpes corsac), il riccio dalle orecchie lunghe (Hemiechinus auritus), la lepre europea (Lepus europaeus), il citello nano (Spermophilus pygmaeus), il gerboa maggiore (Allactaga major), il criceto comune (Cricetus cricetus) e il gerboa dai piedi rugosi (Dipus sagitta). Vivono qui anche numerosi rapaci, come l'aquila delle steppe (Aquila nipalensis), l'aquila imperiale orientale (A. heliaca) e la poiana codabianca (Buteo rufinus). Le aquile di mare codabianca (Haliaeetus albicilla) a volte si spingono in cerca di cibo nella steppa, lontano dalle coste. Anche i capovaccai (Neophron percnopterus), gli avvoltoi monaci (Aegypius monachus) e i grifoni eurasiatici (Gyps fulvus) seguono i branchi di saiga per predare le antilopi appena nate. Uno degli uccelli più comuni della riserva è la gru damigella (Grus virgo).